# Kung fu pian

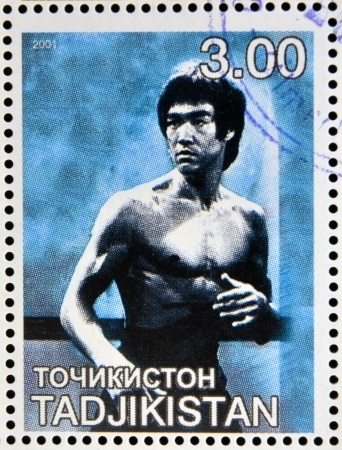
Bruce Lee sur un timbre du Tadjikistan (2001)
En 2001, le Tadjikistan a émis un timbre à l’effigie de Bruce Lee, figure emblématique du kung fu pian et des arts martiaux au cinéma.

Le terme kung-fu pian (功夫片, pinyin gōngfu piàn, Wade-Giles kung¹ fu¹ p'ien⁴) désigne les films de kung-fu. C'est un genre du cinéma d'art martial, inspiré par les arts martiaux chinois (désignés populairement par le terme kung-fu). Il est principalement produit en Chine et est souvent associé au cinéma hongkongais. Les acteurs les plus célèbres sont Bruce Lee, Jet Li, Jackie Chan, Gordon Liu et Donnie Yen. Le film de kung-fu est principalement un film d'action mais on peut trouver des éléments propres à la comédie au drame ou plus rarement au film fantastique.
Ce style se distingue du film de sabre, ou wu xia pian, par le fait que les héros principaux se battent à mains nues.

## Historique
Le mythe du héros se battant à mains nues date essentiellement du début de la dynastie Yuan, fondée par Kubilaï Khan. Les Yuans sont des Mongols qui prennent le pouvoir en 1271. L'ethnie majoritaire de la Chine, les Hans, vivent très mal cette domination, et en particulier les dignitaires écartés des postes importants. Ceux-ci se réfugient dans des monastères bouddhistes, en particulier le monastère de Shaolin ; les moines du monastère pratiquaient déjà les arts martiaux. Les révoltes populaires finissent par chasser les Yuans en 1368.
L'histoire se répète avec la dynastie Qing. Les Qing sont des Mandchous qui prennent le pouvoir en 1644. Si certains empereurs s'attachent à unifier les peuples, en se sinisant eux-mêmes et en faisant participer les Hans à l'administration, la domination par un peuple étranger est très mal vécue, en particulier en raison de certains symboles forts comme l'obligation de s'habiller à la mode mandchoue et de porter la natte en se rasant le devant du crâne (la tonte est un tabou culturel pour les Hans). Par ailleurs, le régime est parfois tyrannique. Là encore, les moines bouddhistes soutiennent les révoltes populaires, et en particulier des sociétés secrètes qui deviendront les triades.
À ses débuts, le cinéma d'arts martiaux chinois s'intéresse surtout aux chevaliers armés, les wuxia. Les premiers films de kung-fu sont tournés en 1949 et mettent en scène le personnage de Huang Feihong : il s'agit de The Story of Wong Fei Hung, Part one (Huang Fei-hong zhuan: Bian feng mie zhu) et Part two (Huang Fei Hong zhuan: Da po Ba Wang Zhuang) du réalisateur Peng Hu. Environ soixante-dix films mettant en scène ce personnage sont tournés dans les années 1950 et 1960. 
Mais le véritable succès des films de kung-fu date du début des années 1970, lorsque le producteur Raymond Chow quitte la société de production hong-kongaise Shaw Brothers pour fonder sa propre entreprise, la Golden Harvest. Il engage Bruce Lee qui tourne son premier film en 1971, The Big Boss (réalisé par Lo Wei). Cela lance une vague de production par la Shaw Brothers et la Golden Harvest, avec des réalisateurs comme Chang Cheh (Ceinture noire contre kung-fu, 1974) et Liu Chia-liang (La 36e Chambre de Shaolin, 1978).
À la fin des années 1970 apparaît un sous-genre, la kung-fu comedy, mêlant arts martiaux et humour, avec des réalisateurs et acteurs comme Sammo Hung, Jackie Chan et Yuen Biao, puis dans les années 1980 la ghost kung-fu comedy, ajoutant une pointe d'horreur (en particulier Histoire de fantômes chinois, Ching Siu-tung, 1987).
Le succès du style incite à des imitations, comme des films américains de karaté (Karaté Kid (The Karate Kid), John G. Avildsen, 1984) ou de kung-fu (Remo sans arme et dangereux, Guy Hamilton, 1985), ou encore des séries télévisées de kung-fu (Kung Fu, Bruce Lee et Ed Spielman, 1972-1975 ; Le Chevalier lumière, 1986-1987) ou de ninja (L'Homme au katana, Michael Sloan, 1984).
Dans les années 1990, Tsui Hark relance le style des films de kung-fu « en costume », c'est-à-dire se passant avant la fin de la dynastie Qing (Il était une fois en Chine, Tsui Hark, 1991).
De manière générale, le film de kung-fu a beaucoup influencé la chorégraphie des combats du cinéma américain. En 1993, John Woo réalise son premier film aux États-Unis, et son style inspire de nombreux réalisateurs, qui font appel à des chorégraphes chinois. On peut par exemple citer le travail de Yuen Woo-ping et Dion Lam sur Matrix (Andy et Larry Wachowski, 1999) et Kill Bill (Quentin Tarantino, 2003).